# Margaret Hardenbroeck
Margaret Hardenbroeck de Vries Philipse, auch Margareta, (* vor 1640 im Gebiet des Rheins, Niederrhein oder Nederrijn; † ca. 1691 in der Province of New York) war eine erfolgreiche und wohlhabende Kauffrau in Nieuw Nederland und der Province of New York in Britisch-Nordamerika, die auch im Sklavenhandel tätig war. Sie erbte großen Reichtum von ihrem ersten Ehemann Peter Rudolphus de Vries nach dessen frühem Tod und heiratete später Frederick Philipse, einen weiteren Kaufmann und Landbesitzer, der zum Grundherrn (Lord) von Philipsburg Manor, heute Hastings-on-Hudson, wurde.

## Leben

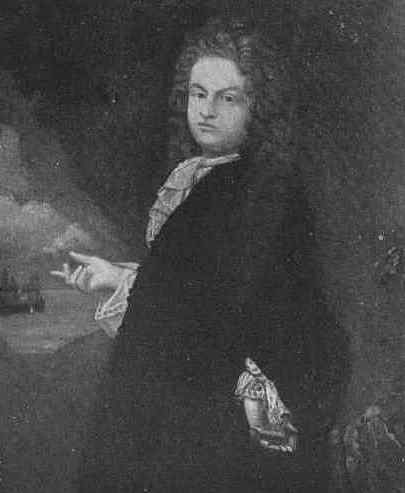
Frederick Philipse, 2. Ehemann von Margaret Hardenbroeck und später erster Grundherr von Philipsburg Manor, Bilddaten unbekannt.

Hardenbroeck wurde um 1640 in Elberfeld oder Elderfeld im Gebiet des Rheins als Tochter von Adolph Hardenbroeck und Maritje Caterberg geboren. Sie hatte einen älteren Bruder namens Abel, der in den 1650er Jahren als Indentured Servant in die Province of New Jersey gegenüber der Niederländischen Kolonie Nieuw Amsterdam auswanderte, um dort für die Familie Ten Eyck zu arbeiten. Hardenbroeck begleitete ihren Bruder.
Hardenbroeck ließ sich in Nieuw Amsterdam nieder und arbeitete als Schuldeneintreiberin für ihren Cousin Wolter Valck. Sie arbeitete auch als Handelsvertreterin für mehrere holländische Kaufleute, die mit kleinen Gegenständen wie Stecknadeln, Speiseöl und Essig im Tausch gegen Pelze handelten. Am 10. Oktober 1659 heiratete sie Peter Rudolphus de Vries; betrieb jedoch weiter Geschäfte unter ihrem Mädchennamen. 1660 wurde ihre Tochter Eva de Vries geboren, über deren Nachkommen sie die Urgroßmutter eines Gründungsvaters der Vereinigten Staaten, John Jay, ist.
Im Jahr 1661 starb ihr Mann und hinterließ ein beträchtliches Vermögen.
In zweiter Ehe heiratete Hardenbroeck Frederick Philipse (1626–1702), einen Kaufmann, der durch den Handel mit den Indianern und gute Beziehungen zu den Gouverneuren zu einem der führenden Männer der Kolonie geworden war. Die Ehe wurde nach niederländischem Recht geschlossen, das es Frauen erlaubte, ihre rechtliche Identität zu behalten und in ihrem eigenen Namen Geschäfte zu machen, usus genannt. Nach ihrer Vereinigung verlangte das Gericht der The Orphan Chamber of New Amsterdam von ihr, ein Inventar des elterlichen Erbes ihrer zweijährigen Tochter Eva zu erstellen. Ihr Mann überwand diese Schwierigkeiten, indem er das Kind adoptierte und garantierte, dass sie, wenn er keine eigenen Kinder hätte, die Hälfte seines Vermögens erben werde, und wenn weitere Kinder geboren würden, sie mit diesen zu gleichen Teilen erben würde. Gemeinsam hatte das Paar aber mehrere Kinder, darunter Philip (1663–1699, später der zweite Lord von Philipsburg Manor), Adolphus (1665–1750), Annetje (* 1667) und Rombout Philipse (* 1669).
1664 übernahmen die Briten die Kontrolle über Nieuw Amsterdam, und die neuen Gesetzen der Briten in der Province of New York nahmen Hardenbroeck viele Rechte. Obwohl sie eine versierte Geschäftsfrau und Händlerin war, galt sie als Frau nicht mehr als rechtlich unabhängig. Sie konnte weder Waren einkaufen noch als Rechtsvertreterin auftreten. Außerdem gehörten alle Gewinne, die sie mit ihren florierenden Geschäften gemacht hatte, nun ihrem Mann. Das Paar hat diese Änderung der Rechtslage wohl ignoriert und Margaret Hardenbroeck führte die Geschäfte unabhängig weiter. Gemeinsam kaufte das Paar weiter Liegenschaften, baute seine transatlantischen Handelsgeschäfte aus und wurde zu einer der reichsten Familien in New York.
Hardenbroek besaß aus den vorbritischen Zeiten und der ersten Ehe Hausgrundstücke in Manhattan und Bergen sowie eine Schiffsflotte, darunter die New Netherland Indian, Beaver, Pearl, Morning Star und King Charles. Auf mehreren Reisen zwischen Europa und Amerika, die sie als Supercargo unternahm, war sie für den gesamten Warenein- und -verkauf verantwortlich.
Zu den wichtigsten Ladungen der Philipses gehörten Sklaven, sie zählten zu den größten Sklavenhändlern in den nördlichen Kolonien, die auch in großem Umfang Sklavenarbeit in ihren Geschäften und bei der Bewirtschaftung ihres 52.000 Acres (21.044 ha) großen Landgutes einsetzten. Obwohl er lange Zeit Mitglied des Exekutivrates des Gouverneurs war, wurde Frederick Philipse 1698 vom britischen Gouverneur Richard Coote, 1. Earl of Bellomont wegen des Sklavenhandels in New York aus dem Regierungsamt verbannt.

## Nachleben
Judy Chicago widmete Margaret Hardenbroeck eine Inschrift auf den dreieckigen Bodenfliesen des Heritage Floor ihrer 1974 bis 1979 entstandenen Installation The Dinner Party. Die mit dem Namen Margaret Philipse beschrifteten Porzellanfliesen sind dem Platz mit dem Gedeck für Anne Hutchinson zugeordnet.